# Дороти Тајлер-Одам
Уједињено Краљевство
Дороти Тајлер-Одам (14. март 1920 — 25. септембар 2014) била је британска атлетичарка која се углавном такмичила у скоку у вис. Рођена је у Лондону.
Такмичила сеза Велику Британију на Летњим олимпијским играма 1936 у Берлину. Тамо је освојила сребрну медаљу и од ње је била боља само Иболија Ксак. Тај подвиг је поновила и на Летњим олимпијским играма 1948 у Лондону, и тако је постала једина жена која је и пре и после рата освојила олимпијску медаљу.
Такође је два пута освојила златну медаљу на Британско Имепијским играма. Освојила их је у Сиднеју, 1938. године и у Окланду, 1950. године.
Умрла је 25. септембра 2014. године у доби од 94 године након дуге болести.